# قريضة العليا (إب)

تعديل مصدري - تعديل

قريضة العليا هي إحدى قرى عزلة شعب يافع بمديرية إب التابعة لمحافظة إب، بلغ تعداد سكانها 390 نسمة حسب تعداد اليمن لعام 2004.